# Tomohiko Ikoma
Tomohiko Ikoma (生駒 友彦?, Ikoma Tomohiko; Prefettura di Hyōgo, 25 agosto 1932 – 27 aprile 2009) è stato un calciatore giapponese, di ruolo portiere.

## Statistiche

### Presenze e reti nei club
| Stagione | Squadra       | Campionato | Campionato | Campionato |
| Stagione | Squadra       | Comp       | Pres       | Reti       |
| -------- | ------------- | ---------- | ---------- | ---------- |
| 1965     | Mitsubishi HI | JSL        | 0          | 0          |
| 1966     | Mitsubishi HI | JSL        | 0          | 0          |
|          | Totale        |            | 0          | 0          |